# Штења (Сибињ)
Штења (рум. Ștenea) насеље је у Румунији у округу Сибињ у општини Шеика Маре. Oпштина се налази на надморској висини од 384 m.

## Становништво
Према подацима из 2002. године у насељу је живело 186 становника, од којих су сви румунске националности.